# Coppa Italia Semiprofessionisti 1974-1975
La Coppa Italia Semiprofessionisti 1974-1975 fu la terza edizione dell’odierna Coppa Italia Serie C. A vincere la competizione fu il Monza, che bissò il successo dell'edizione precedente.

## La formula
La manifestazione fu allargata con nove formazioni in più. Le 96 squadre erano le iscritte alla Serie C 1974-1975, più le squadre classificatesi agli ultimi tre posti nei tre gironi di Serie C 1973-1974, e le squadre classificatesi dal secondo al quarto posto in ciascuno dei nove gironi della Serie D 1973-1974. Furono suddivise in 32 gironi iniziali da 3 squadre ciascuno. Tutti gli abbinamenti di tutti i turni avvenivano su criteri di vicinanza geografica.

## Partecipanti
Girone 1:  Derthona -  Imperia -  Savona
Girone 2:  Novese -  Sestri Levante -  Spezia
Girone 3:  Albese -  Juniorcasale -  Pro Vercelli
Girone 4:  Legnano -  Pro Patria -  Solbiatese
Girone 5:  Lecco -  Milanese 1920 -  Vigevano
Girone 6:  Monza -  Sant'Angelo -  Seregno
Girone 7:  Cremonese -  Mantova -  Suzzara
Girone 8:  Carpi -  Modena -  Piacenza
Girone 9:  Bolzano -  Oltrisarco -  Trento
Girone 10:  Belluno -  Padova -  Treviso
Girone 11:  Pro Gorizia -  Triestina -  Udinese
Girone 12:  Clodia Sottomarina -  Mestrina -  Venezia
Girone 13:  Adriese -  Forlì -  Ravenna
Girone 14:  Bellaria -  Riccione -  Rimini
Girone 15:  Carrarese -  Massese -  Viareggio
Girone 16:  Empoli -  Lucchese -  Prato
Girone 17:  Livorno -  Pisa -  Siena
Girone 18:  Montevarchi -  Città di Castello -  Sangiovannese
Girone 19:  Grosseto -  Romulea -  Viterbese
Girone 20:  Nuorese -  Olbia -  Torres
Girone 21:  Cynthia -  Frosinone -  Latina
Girone 22:  Benevento -  Casertana -  Puteolana
Girone 23:  Juve Stabia -  Sorrento -  Turris
Girone 24:  Nocerina -  Paganese -  Salernitana
Girone 25:  Chieti -  Giulianova -  Teramo
Girone 26:  Campobasso -  Pro Vasto -  Termoli
Girone 27:  Bari -  Barletta -  Matera
Girone 28:  Fasano -  Lecce -  Nardò
Girone 29:  Cosenza -  Crotone -  Gioiese
Girone 30:  Messina -  Nuova Igea -  Reggina
Girone 31:  Acireale -  Catania -  Siracusa
Girone 32:  Marsala -  Termitana -  Trapani

## Risultati

### Fase eliminatoria a gironi
Dal 15 agosto all'11 settembre 1974

#### Girone 1
| Squadra     | P.ti | G | V | N | P | GF | GS | DR |
| ----------- | ---- | - | - | - | - | -- | -- | -- |
| 1. Derthona | 6    | 4 | 2 | 2 | 0 | 4  | 1  | +3 |
| 2. Savona   | 4    | 4 | 2 | 0 | 2 | 5  | 5  | 0  |
| 3. Imperia  | 2    | 4 | 0 | 2 | 2 | 3  | 6  | -3 |

| Squadra #1 | Squadra #2 | Andata | Ritorno |
| ---------- | ---------- | ------ | ------- |
| Derthona   | Imperia    | 0-0    | 1-1     |
| Imperia    | Savona     | 2-4    | 0-1     |
| Savona     | Derthona   | 0-2    | 0-1     |

#### Girone 2
| Squadra           | P.ti | G | V | N | P | GF | GS | DR |
| ----------------- | ---- | - | - | - | - | -- | -- | -- |
| 1. Spezia         | 6    | 4 | 2 | 2 | 0 | 7  | 3  | +4 |
| 1. Novese         | 6    | 4 | 2 | 2 | 0 | 5  | 1  | +4 |
| 3. Sestri Levante | 0    | 4 | 0 | 0 | 4 | 2  | 10 | -8 |

| Squadra #1 | Squadra #2     | Andata | Ritorno |
| ---------- | -------------- | ------ | ------- |
| Spezia     | Novese         | 1-1    | 0-0     |
| Spezia     | Sestri Levante | 3-0    | 3-2     |
| Novese     | Sestri Levante | 3-0    | 1-0     |

#### Girone 3
| Squadra         | P.ti | G | V | N | P | GF | GS | DR |
| --------------- | ---- | - | - | - | - | -- | -- | -- |
| 1. Albese       | 6    | 4 | 2 | 2 | 0 | 3  | 1  | +2 |
| 2. Pro Vercelli | 3    | 4 | 1 | 1 | 2 | 3  | 3  | 0  |
| 3. Juniorcasale | 3    | 4 | 0 | 3 | 1 | 0  | 2  | -2 |

| Squadra #1   | Squadra #2   | Andata | Ritorno |
| ------------ | ------------ | ------ | ------- |
| Pro Vercelli | Albese       | 1-2    | 0-1     |
| Juniorcasale | Albese       | 0-0    | 0-0     |
| Juniorcasale | Pro Vercelli | 0-0    | 0-2     |

#### Girone 4
| Squadra       | P.ti | G | V | N | P | GF | GS | DR |
| ------------- | ---- | - | - | - | - | -- | -- | -- |
| 1. Pro Patria | 5    | 4 | 2 | 1 | 1 | 7  | 6  | +1 |
| 2. Solbiatese | 4    | 4 | 2 | 0 | 2 | 4  | 6  | -2 |
| 3. Legnano    | 3    | 4 | 1 | 1 | 2 | 6  | 5  | +1 |

| Squadra #1 | Squadra #2 | Andata | Ritorno |
| ---------- | ---------- | ------ | ------- |
| Solbiatese | Legnano    | 0-3    | 1-0     |
| Solbiatese | Pro Patria | 2-1    | 1-2     |
| Legnano    | Pro Patria | 1-2    | 2-2     |

#### Girone 5
| Squadra          | P.ti | G | V | N | P | GF | GS | DR |
| ---------------- | ---- | - | - | - | - | -- | -- | -- |
| 1. Vigevano      | 7    | 4 | 3 | 1 | 0 | 10 | 6  | +4 |
| 2. Lecco         | 4    | 4 | 2 | 0 | 2 | 8  | 9  | -1 |
| 3. Milanese 1920 | 1    | 4 | 0 | 1 | 3 | 6  | 9  | -3 |

| Squadra #1    | Squadra #2    | Andata | Ritorno |
| ------------- | ------------- | ------ | ------- |
| Lecco         | Milanese 1920 | 3-2    | 2-1     |
| Lecco         | Vigevano      | 1-2    | 2-4     |
| Milanese 1920 | Vigevano      | 1-2    | 2-2     |

#### Girone 6
| Squadra        | P.ti | G | V | N | P | GF | GS | DR |
| -------------- | ---- | - | - | - | - | -- | -- | -- |
| 1. Monza       | 8    | 4 | 4 | 0 | 0 | 5  | 1  | +4 |
| 2. Seregno     | 4    | 4 | 2 | 0 | 2 | 4  | 3  | +1 |
| 3. Sant'Angelo | 0    | 4 | 0 | 0 | 4 | 2  | 7  | -5 |

| Squadra #1  | Squadra #2 | Andata | Ritorno |
| ----------- | ---------- | ------ | ------- |
| Sant'Angelo | Monza      | 0-1    | 1-2     |
| Sant'Angelo | Seregno    | 0-2    | 1-2     |
| Monza       | Seregno    | 1-0    | 1-0     |

#### Girone 7
| Squadra      | P.ti | G | V | N | P | GF | GS | DR |
| ------------ | ---- | - | - | - | - | -- | -- | -- |
| 1. Mantova   | 6    | 4 | 2 | 2 | 0 | 7  | 2  | +5 |
| 1. Cremonese | 6    | 4 | 2 | 0 | 2 | 5  | 1  | +4 |
| 3. Suzzara   | 0    | 4 | 0 | 0 | 4 | 1  | 10 | -9 |

| Squadra #1 | Squadra #2 | Andata | Ritorno |
| ---------- | ---------- | ------ | ------- |
| Cremonese  | Suzzara    | 2-0    | 2-0     |
| Mantova    | Suzzara    | 2-0    | 4-1     |
| Mantova    | Cremonese  | 0-0    | 1-1     |

#### Girone 8
| Squadra     | P.ti | G | V | N | P | GF | GS | DR |
| ----------- | ---- | - | - | - | - | -- | -- | -- |
| 1. Piacenza | 5    | 4 | 2 | 1 | 1 | 4  | 3  | +1 |
| 2. Carpi    | 4    | 4 | 1 | 2 | 1 | 2  | 2  | 0  |
| 3. Modena   | 3    | 4 | 0 | 3 | 1 | 1  | 2  | -3 |

| Squadra #1 | Squadra #2 | Andata | Ritorno |
| ---------- | ---------- | ------ | ------- |
| Modena     | Carpi      | 0-0    | 0-0     |
| Carpi      | Piacenza   | 2-1    | 0-1     |
| Piacenza   | Modena     | 1-1    | 1-0     |

#### Girone 9
| Squadra       | P.ti | G | V | N | P | GF | GS | DR |
| ------------- | ---- | - | - | - | - | -- | -- | -- |
| 1. Bolzano    | 5    | 4 | 2 | 1 | 1 | 6  | 4  | +2 |
| 2. Trento     | 4    | 4 | 1 | 2 | 1 | 4  | 5  | -1 |
| 3. Oltrisarco | 3    | 4 | 1 | 1 | 2 | 6  | 7  | -1 |

| Squadra #1 | Squadra #2 | Andata | Ritorno |
| ---------- | ---------- | ------ | ------- |
| Oltrisarco | Bolzano    | 1-3    | 3-0     |
| Oltrisarco | Trento     | 1-1    | 1-3     |
| Bolzano    | Trento     | 3-0    | 0-0     |

#### Girone 10
| Squadra    | P.ti | G | V | N | P | GF | GS | DR |
| ---------- | ---- | - | - | - | - | -- | -- | -- |
| 1. Treviso | 6    | 4 | 2 | 2 | 0 | 3  | 1  | +2 |
| 2. Padova  | 4    | 4 | 0 | 4 | 0 | 2  | 2  | 0  |
| 3. Belluno | 2    | 4 | 0 | 2 | 2 | 1  | 3  | -2 |

| Squadra #1 | Squadra #2 | Andata | Ritorno |
| ---------- | ---------- | ------ | ------- |
| Padova     | Treviso    | 1-1    | 0-0     |
| Padova     | Belluno    | 1-1    | 0-0     |
| Treviso    | Belluno    | 1-0    | 1-0     |

#### Girone 11
| Squadra        | P.ti | G | V | N | P | GF | GS | DR |
| -------------- | ---- | - | - | - | - | -- | -- | -- |
| 1. Udinese     | 8    | 4 | 4 | 0 | 0 | 10 | 3  | +7 |
| 2. Pro Gorizia | 2    | 4 | 1 | 0 | 3 | 3  | 6  | -3 |
| 2. Triestina   | 2    | 4 | 1 | 0 | 3 | 4  | 8  | -4 |

| Squadra #1 | Squadra #2  | Andata | Ritorno |
| ---------- | ----------- | ------ | ------- |
| Udinese    | Triestina   | 3-1    | 3-1     |
| Udinese    | Pro Gorizia | 2-0    | 2-1     |
| Triestina  | Pro Gorizia | 2-0    | 0-2     |

#### Girone 12
| Squadra               | P.ti | G | V | N | P | GF | GS | DR |
| --------------------- | ---- | - | - | - | - | -- | -- | -- |
| 1. Clodia Sottomarina | 8    | 4 | 4 | 0 | 0 | 5  | 1  | +4 |
| 2. Mestrina           | 2    | 4 | 1 | 0 | 3 | 4  | 5  | -1 |
| 2. Venezia            | 2    | 4 | 1 | 0 | 3 | 4  | 7  | -3 |

| Squadra #1         | Squadra #2         | Andata | Ritorno |
| ------------------ | ------------------ | ------ | ------- |
| Venezia            | Clodia Sottomarina | 1-2    | 0-1     |
| Venezia            | Mestrina           | 2-1    | 1-3     |
| Clodia Sottomarina | Mestrina           | 1-0    | 1-0     |

#### Girone 13
| Squadra    | P.ti | G | V | N | P | GF | GS | DR |
| ---------- | ---- | - | - | - | - | -- | -- | -- |
| 1. Ravenna | 7    | 4 | 3 | 1 | 0 | 7  | 3  | +4 |
| 2. Forlì   | 4    | 4 | 2 | 0 | 2 | 5  | 4  | +1 |
| 3. Adriese | 1    | 4 | 0 | 1 | 3 | 3  | 8  | -5 |

| Squadra #1 | Squadra #2 | Andata | Ritorno |
| ---------- | ---------- | ------ | ------- |
| Adriese    | Ravenna    | 2-2    | 0-2     |
| Adriese    | Forlì      | 1-3    | 0-1     |
| Ravenna    | Forlì      | 2-1    | 1-0     |

#### Girone 14
| Squadra     | P.ti | G | V | N | P | GF | GS | DR |
| ----------- | ---- | - | - | - | - | -- | -- | -- |
| 1. Rimini   | 8    | 4 | 4 | 0 | 0 | 11 | 2  | +9 |
| 2. Riccione | 3    | 4 | 1 | 1 | 2 | 2  | 4  | -2 |
| 3. Bellaria | 1    | 4 | 0 | 1 | 3 | 1  | 8  | -7 |

| Squadra #1 | Squadra #2 | Andata | Ritorno |
| ---------- | ---------- | ------ | ------- |
| Bellaria   | Rimini     | 1-4    | 0-3     |
| Bellaria   | Riccione   | 0-0    | 0-1     |
| Rimini     | Riccione   | 2-0    | 2-1     |

#### Girone 15
| Squadra      | P.ti | G | V | N | P | GF | GS | DR |
| ------------ | ---- | - | - | - | - | -- | -- | -- |
| 1. Massese   | 7    | 4 | 3 | 1 | 0 | 8  | 2  | +6 |
| 2. Carrarese | 3    | 4 | 1 | 1 | 2 | 4  | 6  | -2 |
| 3. Viareggio | 2    | 4 | 1 | 0 | 3 | 2  | 6  | -4 |

| Squadra #1 | Squadra #2 | Andata | Ritorno |
| ---------- | ---------- | ------ | ------- |
| Massese    | Carrarese  | 2-2    | 2-0     |
| Massese    | Viareggio  | 1-0    | 3-0     |
| Carrarese  | Viareggio  | 2-1    | 0-1     |

#### Girone 16
| Squadra     | P.ti | G | V | N | P | GF | GS | DR |
| ----------- | ---- | - | - | - | - | -- | -- | -- |
| 1. Lucchese | 6    | 4 | 2 | 2 | 0 | 6  | 0  | +6 |
| 2. Empoli   | 3    | 4 | 1 | 1 | 2 | 3  | 3  | 0  |
| 2. Prato    | 3    | 4 | 1 | 1 | 2 | 1  | 7  | -6 |

| Squadra #1 | Squadra #2 | Andata | Ritorno |
| ---------- | ---------- | ------ | ------- |
| Prato      | Empoli     | 1-0    | 0-3     |
| Prato      | Lucchese   | 0-4    | 0-0     |
| Empoli     | Lucchese   | 0-0    | 0-2     |

#### Girone 17
| Squadra    | P.ti | G | V | N | P | GF | GS | DR |
| ---------- | ---- | - | - | - | - | -- | -- | -- |
| 1. Livorno | 5    | 4 | 1 | 3 | 0 | 3  | 1  | +2 |
| 2. Pisa    | 4    | 4 | 0 | 4 | 0 | 1  | 1  | 0  |
| 3. Siena   | 3    | 4 | 0 | 3 | 1 | 0  | 2  | -2 |

| Squadra #1 | Squadra #2 | Andata | Ritorno |
| ---------- | ---------- | ------ | ------- |
| Pisa       | Siena      | 0-0    | 0-0     |
| Pisa       | Livorno    | 1-1    | 0-0     |
| Siena      | Livorno    | 0-0    | 0-2     |

#### Girone 18
| Squadra              | P.ti | G | V | N | P | GF | GS | DR |
| -------------------- | ---- | - | - | - | - | -- | -- | -- |
| 1. Montevarchi       | 5    | 4 | 2 | 1 | 1 | 9  | 5  | +4 |
| 2. Sangiovannese     | 4    | 4 | 1 | 2 | 1 | 4  | 5  | -1 |
| 3. Città di Castello | 3    | 4 | 0 | 3 | 1 | 3  | 6  | -3 |

| Squadra #1        | Squadra #2    | Andata | Ritorno |
| ----------------- | ------------- | ------ | ------- |
| Sangiovannese     | Montevarchi   | 3-1    | 0-3     |
| Città di Castello | Montevarchi   | 1-1    | 1-4     |
| Città di Castello | Sangiovannese | 1-1    | 0-0     |

#### Girone 19
| Squadra      | P.ti | G | V | N | P | GF | GS | DR |
| ------------ | ---- | - | - | - | - | -- | -- | -- |
| 1. Viterbese | 5    | 4 | 2 | 1 | 1 | 6  | 6  | 0  |
| 2. Grosseto  | 4    | 4 | 2 | 0 | 2 | 5  | 4  | +1 |
| 3. Romulea   | 3    | 4 | 1 | 1 | 2 | 4  | 5  | -1 |

| Squadra #1 | Squadra #2 | Andata | Ritorno |
| ---------- | ---------- | ------ | ------- |
| Grosseto   | Viterbese  | 4-0    | 0-2     |
| Grosseto   | Romulea    | 1-0    | 0-2     |
| Viterbese  | Romulea    | 1-1    | 3-1     |

#### Girone 20
| Squadra    | P.ti | G | V | N | P | GF | GS | DR |
| ---------- | ---- | - | - | - | - | -- | -- | -- |
| 1. Olbia   | 6    | 4 | 3 | 0 | 1 | 5  | 5  | 0  |
| 2. Torres  | 4    | 4 | 2 | 0 | 2 | 8  | 4  | +4 |
| 3. Nuorese | 2    | 4 | 1 | 0 | 3 | 2  | 6  | -4 |

| Squadra #1 | Squadra #2 | Andata | Ritorno |
| ---------- | ---------- | ------ | ------- |
| Nuorese    | Torres     | 2-1    | 0-2     |
| Olbia      | Torres     | 1-0    | 1-5     |
| Olbia      | Nuorese    | 2-0    | 1-0     |

#### Girone 21
| Squadra      | P.ti | G | V | N | P | GF | GS | DR |
| ------------ | ---- | - | - | - | - | -- | -- | -- |
| 1. Cynthia   | 7    | 4 | 3 | 1 | 0 | 5  | 1  | +4 |
| 2. Frosinone | 3    | 4 | 1 | 1 | 2 | 7  | 5  | +2 |
| 3. Latina    | 2    | 4 | 1 | 0 | 3 | 3  | 9  | -6 |

| Squadra #1 | Squadra #2 | Andata | Ritorno |
| ---------- | ---------- | ------ | ------- |
| Frosinone  | Cynthia    | 1-1    | 0-1     |
| Frosinone  | Latina     | 5-1    | 1-2     |
| Cynthia    | Latina     | 2-0    | 1-0     |

#### Girone 22
| Squadra      | P.ti | G | V | N | P | GF | GS | DR |
| ------------ | ---- | - | - | - | - | -- | -- | -- |
| 1. Puteolana | 5    | 4 | 2 | 1 | 1 | 6  | 6  | 0  |
| 2. Benevento | 4    | 4 | 1 | 2 | 1 | 5  | 4  | +1 |
| 3. Casertana | 3    | 4 | 0 | 3 | 1 | 1  | 2  | -1 |

| Squadra #1 | Squadra #2 | Andata | Ritorno |
| ---------- | ---------- | ------ | ------- |
| Casertana  | Benevento  | 0-0    | 0-0     |
| Casertana  | Puteolana  | 0-1    | 1-1     |
| Benevento  | Puteolana  | 4-2    | 1-2     |

#### Girone 23
| Squadra        | P.ti | G | V | N | P | GF | GS | DR |
| -------------- | ---- | - | - | - | - | -- | -- | -- |
| 1. Sorrento    | 5    | 4 | 2 | 1 | 1 | 6  | 3  | +3 |
| 1. Turris      | 5    | 4 | 2 | 1 | 1 | 5  | 5  | 0  |
| 3. Juve Stabia | 2    | 4 | 1 | 0 | 3 | 3  | 6  | -3 |

| Squadra #1 | Squadra #2  | Andata | Ritorno |
| ---------- | ----------- | ------ | ------- |
| Turris     | Sorrento    | 2-2    | 1-0     |
| Turris     | Juve Stabia | 1-0    | 1-3     |
| Sorrento   | Juve Stabia | 1-0    | 3-0     |

#### Girone 24
| Squadra        | P.ti | G | V | N | P | GF | GS | DR |
| -------------- | ---- | - | - | - | - | -- | -- | -- |
| 1. Nocerina    | 8    | 4 | 4 | 0 | 0 | 4  | 0  | +4 |
| 2. Salernitana | 4    | 4 | 2 | 0 | 2 | 5  | 4  | +1 |
| 3. Paganese    | 0    | 4 | 0 | 0 | 4 | 2  | 7  | -5 |

| Squadra #1 | Squadra #2  | Andata | Ritorno |
| ---------- | ----------- | ------ | ------- |
| Nocerina   | Paganese    | 1-0    | 1-0     |
| Nocerina   | Salernitana | 1-0    | 1-0     |
| Paganese   | Salernitana | 2-4    | 0-1     |

#### Girone 25
| Squadra       | P.ti | G | V | N | P | GF | GS | DR |
| ------------- | ---- | - | - | - | - | -- | -- | -- |
| 1. Giulianova | 5    | 4 | 1 | 3 | 0 | 5  | 3  | +2 |
| 2. Chieti     | 4    | 4 | 1 | 2 | 1 | 3  | 3  | 0  |
| 3. Teramo     | 3    | 4 | 0 | 3 | 1 | 4  | 6  | -2 |

| Squadra #1 | Squadra #2 | Andata | Ritorno |
| ---------- | ---------- | ------ | ------- |
| Chieti     | Giulianova | 0-0    | 0-2     |
| Chieti     | Teramo     | 1-1    | 2-0     |
| Giulianova | Teramo     | 1-1    | 2-2     |

#### Girone 26
| Squadra       | P.ti | G | V | N | P | GF | GS | DR |
| ------------- | ---- | - | - | - | - | -- | -- | -- |
| 1. Campobasso | 8    | 4 | 4 | 0 | 0 | 7  | 1  | +6 |
| 2. Pro Vasto  | 3    | 4 | 1 | 1 | 2 | 3  | 4  | -1 |
| 3. Termoli    | 1    | 4 | 0 | 1 | 3 | 1  | 6  | -5 |

| Squadra #1 | Squadra #2 | Andata | Ritorno |
| ---------- | ---------- | ------ | ------- |
| Termoli    | Pro Vasto  | 0-1    | 1-1     |
| Campobasso | Pro Vasto  | 2-1    | 1-0     |
| Campobasso | Termoli    | 3-0    | 1-0     |

#### Girone 27
| Squadra     | P.ti | G | V | N | P | GF | GS | DR |
| ----------- | ---- | - | - | - | - | -- | -- | -- |
| 1. Bari     | 6    | 4 | 2 | 2 | 0 | 4  | 1  | +3 |
| 2. Matera   | 3    | 4 | 0 | 3 | 1 | 2  | 3  | -1 |
| 2. Barletta | 3    | 4 | 0 | 3 | 1 | 1  | 3  | -2 |

| Squadra #1 | Squadra #2 | Andata | Ritorno |
| ---------- | ---------- | ------ | ------- |
| Bari       | Matera     | 2-1    | 0-0     |
| Bari       | Barletta   | 2-0    | 0-0     |
| Matera     | Barletta   | 0-0    | 1-1     |

#### Girone 28
| Squadra   | P.ti | G | V | N | P | GF | GS | DR  |
| --------- | ---- | - | - | - | - | -- | -- | --- |
| 1. Lecce  | 8    | 4 | 4 | 0 | 0 | 12 | 2  | +10 |
| 2. Nardò  | 4    | 4 | 2 | 0 | 2 | 5  | 5  | 0   |
| 3. Fasano | 0    | 4 | 0 | 0 | 4 | 1  | 11 | -10 |

| Squadra #1 | Squadra #2 | Andata | Ritorno |
| ---------- | ---------- | ------ | ------- |
| Lecce      | Nardò      | 3-2    | 1-0     |
| Lecce      | Fasano     | 5-0    | 3-0     |
| Nardò      | Fasano     | 1-0    | 2-1     |

#### Girone 29
| Squadra    | P.ti | G | V | N | P | GF | GS | DR |
| ---------- | ---- | - | - | - | - | -- | -- | -- |
| 1. Crotone | 6    | 4 | 2 | 2 | 0 | 4  | 2  | +2 |
| 2. Cosenza | 5    | 4 | 2 | 1 | 1 | 7  | 3  | +4 |
| 3. Gioiese | 1    | 4 | 0 | 1 | 3 | 2  | 8  | -6 |

| Squadra #1 | Squadra #2 | Andata | Ritorno |
| ---------- | ---------- | ------ | ------- |
| Cosenza    | Crotone    | 1-2    | 0-0     |
| Gioiese    | Crotone    | 1-1    | 0-1     |
| Gioiese    | Cosenza    | 0-2    | 1-4     |

#### Girone 30
| Squadra       | P.ti | G | V | N | P | GF | GS | DR |
| ------------- | ---- | - | - | - | - | -- | -- | -- |
| 1. Messina    | 6    | 4 | 3 | 0 | 1 | 9  | 3  | +6 |
| 2. Reggina    | 5    | 4 | 2 | 1 | 1 | 7  | 4  | +3 |
| 3. Nuova Igea | 1    | 4 | 0 | 1 | 3 | 2  | 11 | -9 |

| Squadra #1 | Squadra #2 | Andata | Ritorno |
| ---------- | ---------- | ------ | ------- |
| Nuova Igea | Reggina    | 1-1    | 0-4     |
| Nuova Igea | Messina    | 1-4    | 0-2     |
| Reggina    | Messina    | 2-1    | 0-2     |

#### Girone 31
| Squadra     | P.ti | G | V | N | P | GF | GS | DR |
| ----------- | ---- | - | - | - | - | -- | -- | -- |
| 1. Catania  | 6    | 4 | 2 | 2 | 0 | 5  | 1  | +4 |
| 2. Siracusa | 5    | 4 | 2 | 1 | 1 | 3  | 2  | +1 |
| 3. Acireale | 1    | 4 | 0 | 1 | 3 | 2  | 7  | -5 |

| Squadra #1 | Squadra #2 | Andata | Ritorno |
| ---------- | ---------- | ------ | ------- |
| Siracusa   | Acireale   | 1-0    | 2-1     |
| Siracusa   | Catania    | 0-0    | 0-1     |
| Acireale   | Catania    | 1-1    | 0-3     |

#### Girone 32
| Squadra      | P.ti | G | V | N | P | GF | GS | DR |
| ------------ | ---- | - | - | - | - | -- | -- | -- |
| 1. Termitana | 5    | 4 | 2 | 1 | 1 | 2  | 4  | -2 |
| 2. Marsala   | 4    | 4 | 1 | 2 | 1 | 4  | 1  | +3 |
| 3. Trapani   | 3    | 4 | 0 | 3 | 1 | 0  | 1  | -1 |

| Squadra #1 | Squadra #2 | Andata | Ritorno |
| ---------- | ---------- | ------ | ------- |
| Trapani    | Marsala    | 0-0    | 0-0     |
| Termitana  | Marsala    | 1-0    | 0-4     |
| Termitana  | Trapani    | 1-0    | 0-0     |

### Sedicesimi di finale
| Squadra 1          | Totale | Squadra 2   | Andata     | Ritorno         |
| ------------------ | ------ | ----------- | ---------- | --------------- |
|                    |        |             | 16.10.1974 | 13.11.1974      |
| Derthona           | 1 - 2  | Spezia      | 0 - 0      | 1 - 2           |
| Massese            | 1 - 2  | Lucchese    | 0 - 0      | 1 - 2           |
| Albese             | 0 - 1  | Pro Patria  | 0 - 0      | 0 - 1           |
| Vigevano           | 2 - 3  | Monza       | 1 - 1      | 1 - 2           |
| Mantova            | 3 - 2  | Piacenza    | 2 - 0      | 1 - 2           |
| Ravenna            | 1 - 2  | Rimini      | 0 - 1      | 1 - 1           |
| Bolzano            | 2 - 0  | Treviso     | 1 - 0      | 1 - 0           |
| Clodia Sottomarina | 2 - 3  | Udinese     | 1 - 1      | 1 - 2           |
| Livorno            | 2 - 2  | Montevarchi | 1 - 0      | 1 - 2 (2-4 dcr) |
| Grosseto           | 1 - 2  | Olbia       | 1 - 1      | 0 - 1           |
| Cynthia            | 4 - 2  | Puteolana   | 2 - 1      | 2 - 1           |
| Giulianova         | 1 - 3  | Campobasso  | 1 - 1      | 0 - 2           |
| Sorrento           | 4 - 2  | Nocerina    | 1 - 1      | 3 - 1           |
| Bari               | 0 - 1  | Lecce       | 0 - 0      | 0 - 1           |
| Crotone            | 2 - 9  | Messina     | 2 - 3      | 0 - 6           |
| Catania            | 1 - 0  | Termitana   | 1 - 0      | 0 - 0           |

### Ottavi di finale
| Squadra 1   | Totale | Squadra 2  | Andata     | Ritorno    |
| ----------- | ------ | ---------- | ---------- | ---------- |
|             |        |            | 12.02.1975 | 19.03.1975 |
| Spezia      | 3 - 2  | Lucchese   | 1 - 0      | 2 - 2      |
| Pro Patria  | 1 - 2  | Monza      | 1 - 0      | 0 - 2      |
| Mantova     | 2 - 1  | Rimini     | 2 - 0      | 0 - 1      |
| Bolzano     | 1 - 5  | Udinese    | 0 - 1      | 1 - 4      |
| Montevarchi | 0 - 1  | Olbia      | 0 - 0      | 0 - 1      |
| Cynthia     | 1 - 3  | Campobasso | 0 - 0      | 1 - 3      |
| Sorrento    | 2 - 1  | Lecce      | 1 - 1      | 1 - 0      |
| Messina     | 1 - 4  | Catania    | 1 - 1      | 0 - 3      |

### Quarti di finale
| Squadra 1 | Totale | Squadra 2  | Andata    | Ritorno         |
| --------- | ------ | ---------- | --------- | --------------- |
|           |        |            | 16.4.1975 | 8.5.1975        |
| Spezia    | 1 - 2  | Monza      | 1 - 1     | 0 - 1           |
| Mantova   | 4 - 2  | Udinese    | 3 - 1     | 1 - 1           |
| Olbia     | 2 - 2  | Campobasso | 1 - 1     | 1 - 1 (3-4 dcr) |
| Sorrento  | 3 - 3  | Catania    | 2 - 2     | 1 - 1 (4-3 dcr) |

### Semifinali
| Squadra 1  | Totale | Squadra 2 | Andata        | Ritorno         |
| ---------- | ------ | --------- | ------------- | --------------- |
|            |        |           | dal 21.5.1975 | 12.6.1975       |
| Monza      | 2 - 1  | Mantova   | 1 - 0         | 1 - 1           |
| Campobasso | 1 - 1  | Sorrento  | 0 - 0         | 1 - 1 (1-4 dcr) |

### Finale
| Arbitro: | Paolo Bergamo (Livorno) |

| |                      | |
| Abbondanza Loddi Borchiellini Albano Grieco                                                                               | Tiri di rigore 3 – 4 | Vincenzi F. Zabotto Buriani Garavaglia Sanseverino                                                                        |
| Corti Grieco Fiorile (111' Zannoni) Comola Valdinoci Albano (116' Iannamico) Petta Borchiellini Loddi Abbondanza Bertocco | Formazioni           | Colombo Vincenzi G. Gamba Sala P. Michelazzi Zabotto Buriani Ardemagni (81' Garavaglia) Vincenzi F. Antonelli Sanseverino |
| Bolchi | Allenatori           | Magni |